# قرار مجلس الأمن التابع للأمم المتحدة رقم 1914
قرار مجلس الأمن التابع للأمم المتحدة رقم 1914، الذي تم تبنيه بالإجماع في 18 مارس 2010، بعد الإشارة إلى استقالة قاضي محكمة العدل الدولية، شي جيويونغ، وأنه يجب ملء المنصب الشاغر وفقًا للنظام الأساسي للمحكمة، وسيجري الانتخاب لملء الشاغر في 29 حزيران / يونيو 2010 في اجتماع لمجلس الأمن وفي اجتماع للجمعية العامة في دورتها الرابعة والستين.
عمل شي في محكمة العدل الدولية منذ فبراير 1994. أعيد انتخابه في عام 2003، وشغل منصب نائب رئيس المحكمة من عام 2000 إلى عام 2003، ورئيسًا لها من عام 2003 حتى عام 2006.